# Ulmus szechuanica
Ulmus szechuanica — вид квіткових рослин з родини в'язових (Ulmaceae). Поширення: південно-східний Китай.

## Біоморфологічна характеристика
Це дерево заввишки до 18 метрів, в діаметрі до 80 см, листопадне. Кора темно-сіра, сірувато-чорна або коричнево-сіра, нерівномірно поздовжньо тріщинувата, шорстка. Гілочки від блідо-сірого до сірого кольору, запушені в молодому віці, іноді з нерівномірно поздовжньо тріщинуватим корковим шаром, з блідо-жовтими сочевицями. Ніжка листка 5–12 мм, гола або запушена. Листкова пластинка оберненояйцеподібна, еліптично-оберненояйцеподібна, яйцювато-довгаста або еліптично-яйцеподібна, 2–9 × 1.7–5.5 см, знизу рідко запушена та густо волосиста вздовж головних вторинних жилок, коли молода, але потім гола, зверху запушена та ворсинчаста вздовж середньої жилки, коли молода, але гола, основа коса, край подвійно пилчастий, верхівка гостра або загострена; вторинні жилки 9–19 з кожного боку від середньої жилки. Суцвіття зібрані в пучки на гілочках другого року. Оцвітина дзвоноподібна, гола, 4-лопатева. Крилатки червонувато-коричневі, від ± округлих до оберненояйцеподібно-округлих, 1.1–1.6 × 0.9–1.3 см, голі за винятком запушення на рильцеподібній поверхні у виїмці; ніжка коротша за оцвітину, 1–2 мм, запушена; оцвітина стійка. Насіння в центрі крилатки. Період цвітіння та плодіння: лютий і березень.

## Середовище
Немає інформації.